# طيران آسيا (اليابان)
طيران آسيا اليابان (باليابانية:エアアジア・ジャパン株式会社) هي شركة طيران منخفضة التكلفة يابانية تابعة لشركة الطيران الماليزية طيران أسيا بمشروع مشترك معا خطوط كل اليابان الجوية ومن المقرر ان تبدأ التشغيل في أغسطس 2012 م 

## وصلات خارجية
- الموقع الرسمي للشركة (بالإنجليزية)
- تفاصيل أسطول شركة طيران اسيا الأم (بالإنجليزية)